# توماس مولکر
توماس مولکر (انگلیسی: Thomas Mulcair؛ زادهٔ ۲۴ اکتبر ۱۹۵۴) یک وکیل، و سیاست‌مدار اهل کانادا است. او از سال ۲۰۱۲ تا ۲۰۱۷ رهبر حزب دموکرات جدید بوده است. مولکر پس از از دست دادن رهبری حزب دموکرات جدید از سیاست بازنشسته شد و به عنوان تحلیلگر تلویزیونی شروع به فعالیت کرد.